# 이주인 고로
이주인 고로(일본어: 伊集院 五郎, 1852년 9월 27일(가에이 5년 음력 8월 16일) ~ 1921년(다이쇼 10년) 1월 13일)는 일본 제국의 군인이다. 최종 계급은 원수·제독이고, 정2위 훈1등 공1급 남작이다.

## 생애
사쓰마번의 번사의 자제로 태어나 1877년(메이지 10년)에 세이난 전쟁에 참전하였다. 영국의 해군사관학교와 해군대학교에서 공부하였다.
해군 기술자 시모세 마사치카가 개발한 시모세 화약의 위력을 향상시키기 위해서 이주인 신관을 개발하였다. 이 신관은 1905년 러일 전쟁 때 쓰시마 해전에서 시모세 화약과 함께 그 위력을 발휘하여 연합함대가 러시아의 발틱함대를 격파하는데 큰 요인이 되었다.
러일 전쟁 이후에는 제2함대 사령장관, 제1함대 사령장관을 역임하였다. 제1함대 사령장관으로 재직 중일 때에 맹훈련으로 인하여 ‘월월화수목금금’이라는 말이 만들어졌고, 이후 같은 이름의 군가가 만들어지기도 하였다.
|  | 제1대 이주인 (고로) 남작가 당주 1907년 ~ 1921년 | 후임 이주인 마쓰지 |

| 전임 대장 도고 헤이하치로 | 제5대 연합함대 사령장관 1908년 10월 8일 - 1908년 11월 20일 | 후임 중장 요시마쓰 시게타로 |

| 전임 대장 도고 헤이하치로 | 제9대 군령부장 1909년 12월 1일 - 1914년 4월 1일 | 후임 중장 시마무라 하야오 |